# بيلينزاغو نوفاريس
بيلينزاغو نوفاريس هي بلدية في مقاطعة نوفارا في منطقة بيدمونت الإيطالية، وتقع على بعد حوالي 90 كيلومترا (56 ميلا) شمال شرق تورينو وحوالي 15 كيلومترا (9 ميلا) شمال نوفارا.
تقع بيلينزاغو نوفاريس على حدود البلديات التالية: كالتيجناغا وكاميري ولونيت بوزولو ومومو ونوسات وأوليجيو.

## وصلات خارجية
- الموقع الرسمي